# Бања Горња Трепча
Бања Горња Трепча или Атомска бања Горња Трепча налази се на шумовитим падинама планина Вујан и Буковик, на надморској висини од 460 метара. Налази се на 18km удаљености од Чачка и 9km од Горњег Милановца (преко Вујна), а 140km од Београда Ибарском магистралом. Клима је умерено-континентална, изразито блага са малим колебањима годишње температуре. Минерална вода која извире из дубине земље чувена је у Европи по лековитим својствима. Бања је погодна за туристе и због прелепе природе, културно-историјских споменика и наравно због здравствених фактора. Бања је позната у лечењу специфичних обољења и ван граница Србије.

## Карактеристике
Природни лековити фактори су:
- термална вода од 30 °C, садржи радон (29,6 бекерела), што је чини благо радиоактивном
- присуство цезијума је високо, што је од изузетне вредности у лечењу централног нервног система
- присуство селена успорава старење и штити од радиоактивних зрачења
- очувана природа и чист ваздух.

Бања се препоручује за:
- дегенеративни реуматизам
- хронични инфламаторни реуматизам
- екстраактикуларни реуматизам
- неуропсихијатријске болести
- церебралне парализе
- неурозе
- обољења периферних крвних судова
- обољења гастроинтестиналног тракта.

Горња Трепча је јединствено бањско лечилиште у Европи која лечи оболеле од мултипле склерозе.

## Смештај
Смештај се може наћи у стационару „Природно лечилиште Горња Трепча” (Здравствени центар Чачак), Хотелу „Вујан”, пансионима „Малина”, „Фонтана” „Здрављак”... и домаћој радиности.
У непосредној близини бање се налази више културно-историјских споменика, манастира и излетишта.

## Састав воде
Утврђено је да је вода минералних извора Горње Трепче благо радиоактивна. Поред уобичајених минерала: калијум, калцијум, натријум, хлор, баријум, гвожђе, сребро, манган, алуминијум, олово, хром, никл, бакар, сумпор и др, садржи и веома ретке хемијске елементе као што су цезијум, рубидијум, стронцијум, литијум, кобалт, ванадијум, титанијум, посебно уранијум, радон и радијум, по којима је бања добила име.